# Mistrzostwa Świata w Łucznictwie Polowym 1969
1. Mistrzostwa Świata w Łucznictwie Polowym odbyły się w dniach 18–19 czerwca 1969 w Valley Forge National Historical Park w USA. Zawodniczki i zawodnicy startowali w konkurencji łuków dowolnych oraz gołych. Zawody obejmowały strzelanie do celów o różnej wielkości, odległości oraz nachyleniu od standardowych zawodów łuczniczych.
Polacy nie startowali.

## Medaliści

### Kobiety
| Konkurencja: | Złoto:          | Srebro:            | Brąz:          |
| łuk dowolny  | Irma Danielsson | Kerstin Beije      | Janet Ashbaugh |
| łuk goły     | Raye Dabelow    | Ingegerd Granqvist | La Rue Bruce   |

### Mężczyźni
| Konkurencja: | Złoto:                  | Srebro:     | Brąz:           |
| łuk dowolny  | Richard Branstetter Jr. | Hans Wright | Kyösti Laasonen |
| łuk goły     | Warren Cowles           | Emil Lehan  | Pekka Mertanen  |

## Klasyfikacja medalowa
| Lp. | Państwo           | Złoto | Srebro | Brąz | Razem |
| 1.  | Stany Zjednoczone | 3     | 1      | 2    | 6     |
| 2.  | Szwecja           | 1     | 2      | 0    | 3     |
| 3.  | Australia         | 0     | 1      | 0    | 1     |
| 4.  | Finlandia         | 0     | 0      | 2    | 2     |